# Bonnyrigg
Bonnyrigg – miasto we wschodniej Szkocji, w hrabstwie Midlothian, położone pomiędzy rzekami North Esk na zachodzie i South Esk na wschodzie, około 10 km na południowy wschód od Edynburga. W 2011 roku miasto liczyło 15 677 mieszkańców.
W 1750 roku odnotowana została w tym miejscu niewielka osada pod nazwą Bonnebrig. Miejscowość rozwinęła się od końca XVIII wieku jako wieś górnicza, ośrodek wydobycia węgla. W 1855 roku otwarto tu stację kolejową na linii z Edynburga do Peebles (zamknięta w 1965). Wydobycia węgla zaprzestano w latach 20. XX wieku. Od 2. połowy XIX wieku do 1974 roku znajdował się tu zakład produkcji dywanów.
W 1929 roku do miasta włączona została sąsiednia wieś Lasswade. W XX i XXI wieku miasto uległo znacznemu rozrostowi za sprawą nowo wybudowanych osiedli mieszkalnych.